# Gerd Müller (político)
Gerd Müller (Krumbach, Baviera, 25 de agosto de 1955) es un político alemán perteneciente a la Unión Social Cristiana de Baviera.
En el período 1989-1994 fue eurodiputado por Alemania; durante ese período fue jefe de bancada del Partido Popular Europeo.
Desde el 17 de diciembre de 2013 se desempeñó como Ministro Federal de Cooperación Económica y Desarrollo en el Tercer Gabinete Merkel. Continuó en el cargo tras constituirse el Cuarto Gabinete Merkel, hasta el 8 de diciembre de 2021.